# Elecciones presidenciales de Estados Unidos en California de 2020
Las elecciones presidenciales de Estados Unidos de 2020 en California se llevaron a cabo el 3 de noviembre de 2020, como parte de las elecciones presidenciales de Estados Unidos de 2020. Los votantes de Florida eligieron a los 55 electores para que los representaran en el Colegio Electoral a través del voto popular.
California fue uno de los seis estados donde Trump recibió más porcentaje del voto bipartidista que en 2016. Esta elección también marcó la primera vez desde 2004 que el candidato republicano obtuvo más de un millón de votos en el condado de Los Ángeles.

## Predicciones
| Fuente                | Clasificación | As of                  |
| --------------------- | ------------- | ---------------------- |
| Cook Political Report | Sólido        | 28 de octubre de 2020  |
| Inside Elections      | Sólido        | 28 de octubre de 2020  |
| Sabato's Crystal Ball | Sólido        | 2 de noviembre de 2020 |
| 270toWin              | Sólido        | 30 de octubre de 2020  |
| Político              | Sólido        | 2 de noviembre de 2020 |
| RealClearPolitics     | Sólido        | 29 de octubre de 2020  |

## Resultados
| Partido                   | Partido                   | Candidato                 | Votos      | %     |
| ------------------------- | ------------------------- | ------------------------- | ---------- | ----- |
|                           | Demócrata                 | Joe Biden                 | 11,110,250 | 63,48 |
|                           | Republicano               | Donald Trump              | 6,006,429  | 34,32 |
|                           | Libertario                | Jo Jorgensen              | 187,895    | 1,07  |
|                           | Verde                     | Howie Hawkins             | 81,029     | 0,46  |
|                           | Reforma                   | Rocky De La Fuente        | 60,160     | 0,34  |
|                           | Socialismo y Liberación   | Gloria La Riva            | 51,037     | 0,29  |
| Escritos                  | Escritos                  | Escritos                  | 4,081      | 0,02  |
|                           |                           |                           |            |       |
| Total                     | Total                     | Total                     | 17,512,265 | 100   |
| Registrados/Participación | Registrados/Participación | Registrados/Participación | 22,047,448 | 80,67 |
|                           |                           |                           |            |       |
| Fuente:                   |                           |                           |            |       |